# Cyperus eboracensis
Cyperus eboracensis là loài thực vật có hoa trong họ Cói. Loài này được R.Booth, D.J.Moore & Hodgon mô tả khoa học đầu tiên năm 2009.